# Локня (Псковська область)
Локня (рос. Локня) - смт в Росії, адміністративний центр Локняського району Псковської області. Складає Локнянське муніципальне утворення  зі статусом міського поселення, в межах смт.
Населення - 3208 осіб (2020).
Розташоване за 205 км на південний схід від Пскова. Залізнична станція на лінії Дно - Новосокольники.

## Історія

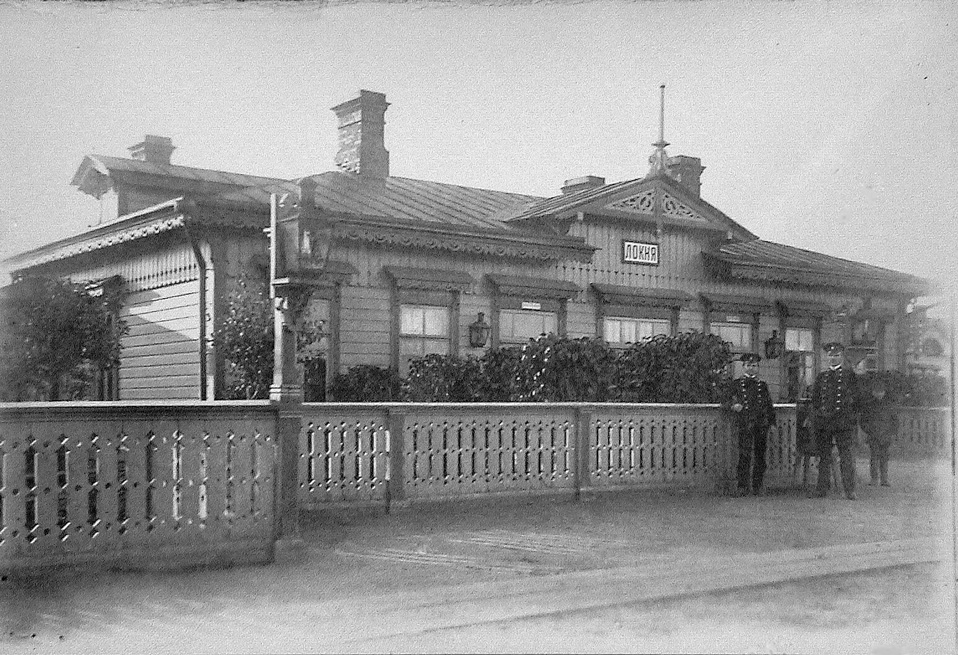
Вокзал. Початок XX ст.

Раніше Локня була селом, але вона стала селищем в 1901 році  в зв'язку з будівництвом залізниці Дно - Новосокольники. Однак погост Вліци, нині став частиною селища, згадується в літописі ще під 1488 роком. В кінці XVIII століття під Вліцею на місці знесеної через вітхість дерев'яної церкви (XV століття) була побудована Спасо-Преображенська кам'яна церква, будівля якої збереглася до наших днів уже в межах селища Локня. Назва - по річці Локня, що протікає поблизу. Слово «Локня», за припущенням письменника Лева Успенського, означає в перекладі з фінської «сире місце», «багнисте». 
Статус селища міського типу - з 1941 року.